# Gut Haswinkel
Haswinkel ist eine Hofschaft an der Stelle des ehemaligen Rittergutes der Grafen von Berg in der Stadt Leichlingen (Rheinland) im Rheinisch-Bergischen Kreis und umfasst die beiden Höfe Neu-Haswinkel sowie Alt-Haswinkel.

## Lage und Beschreibung
Haswinkel liegt östlich des Leichlinger Zentrums auf einem Höhenrücken zwischen dem Murbach und dem Weltersbach an der Landesstraße 294 nahe der Stadtgrenze zu Leverkusen. Nördlich befindet sich das Naturschutzgebiet Weltersbachtal.
Nachbarorte sind Roderbirken, Balkerberg, Auf dem Katzensterz, Neuwinkel, Sankt Heribert, Bremersheide, Rosenthal, Planenhof, Diepental und Stöcken auf Leichlinger und Pattscheid und Höltgestal auf Leverkusener Stadtgebiet.

## Geschichte
Erstmals urkundlich erwähnt wird Gut Haswinkel in einer Urkunde von 1291. Darin werden die Ritter Hermann und Gottschalk von Haswinkel genannt. 1380 war das Gut Eigentum des bergischen Herzogs und wurde 1409 an Wilhelm von Nesselrode auf Burg Herrnstein bei Winterscheid verschenkt. Dieser vermachte den Hof dem Kloster Bödingen im Oberbergischen, in dessen Besitz es bis 1803 blieb. Die Schenkung an das Kloster Bödingen ist auf der Stiftungstafel der Wallfahrtskirche Zur schmerzhaften Mutter Gottes (Bödingen) vermerkt.
Die Karte Topographia Ducatus Montani aus dem Jahre 1715 zeigt den Hof unter dem Namen Hasewinckel. Im 18. Jahrhundert gehörte der Ort zum Kirchspiel Leichlingen im bergischen Amt Miselohe. Die Topographische Aufnahme der Rheinlande von 1824 und die Preußische Uraufnahme von 1844 verzeichnen den Ort als Haswinkel bzw. Haaswinkel.
1815/16 lebten zwölf Einwohner im Ort. 1832 gehörte Haswinkel der Bürgermeisterei Leichlingen an. Der laut der Statistik und Topographie des Regierungsbezirks Düsseldorf als Ackergut kategorisierte Ort besaß zu dieser Zeit ein Wohnhaus und vier landwirtschaftliche Gebäude. Zu dieser Zeit lebten 13 Einwohner im Ort, allesamt katholischen Glaubens.
Im Gemeindelexikon für die Provinz Rheinland werden 1885 zwei Wohnhäuser mit 23 Einwohnern angegeben. 1895 umfasste der Ort drei Wohnhäuser mit 16 Einwohnern, 1905 drei Wohnhäuser und 12 Einwohner.
Am 28. Mai 1946 kam es auf Gut Haswinkel zu einem Verbrechen, an dem die Leichlinger Bevölkerung regen Anteil nahm. Bei der Vereitelung eines Überfalls auf das Hofgut durch polnische Fremdarbeiter wurde der damalige stellvertretende englische Stadtkommandant Captain Patterson gegen 23 Uhr abends durch vier Schüsse aus einer Maschinenpistole erschossen. Die Stadtgemeinde beschloss daraufhin, für den ermordeten Hauptmann einen Gedenkstein an der Stelle des Verbrechens zu errichten. Der Gedenkstein ist verschollen und der Verbleib konnte bis heute nicht geklärt werden.

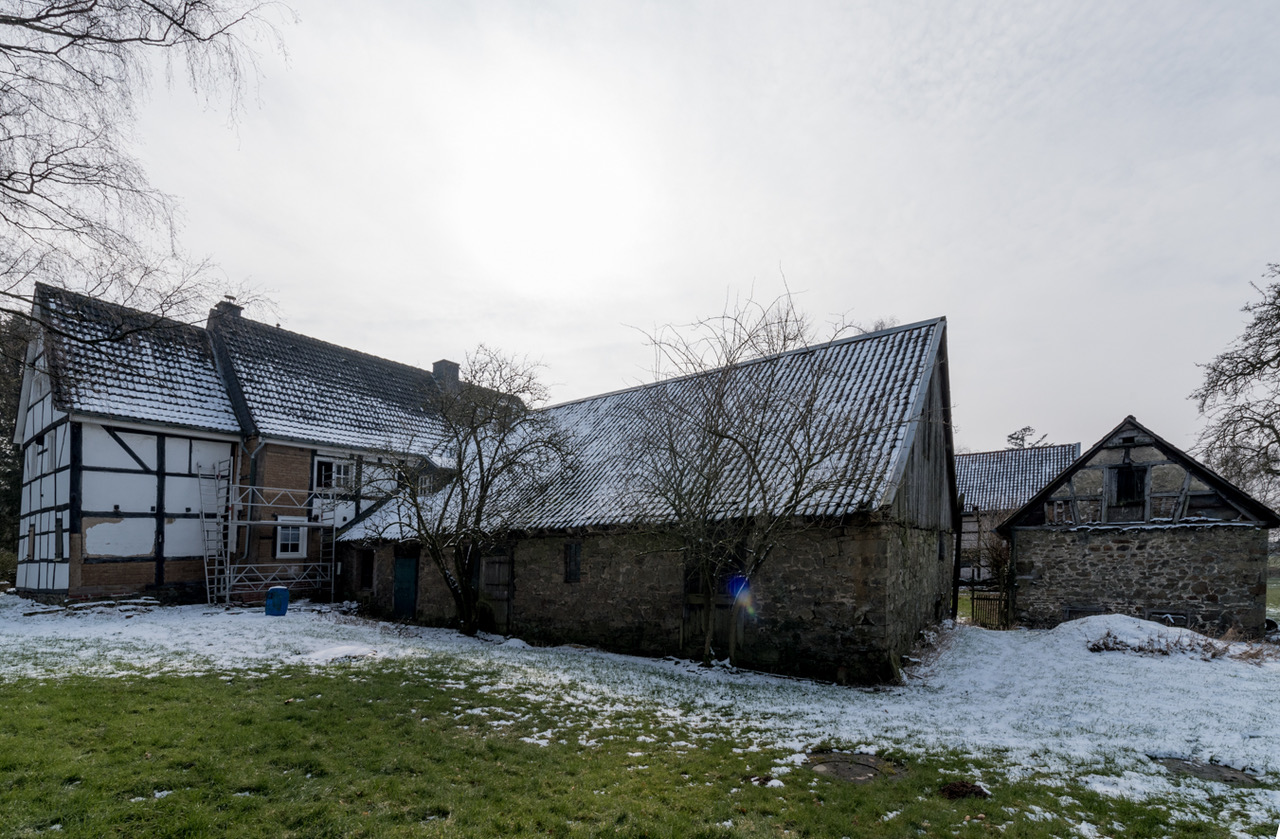
Alt-Haswinkel Nordostansicht

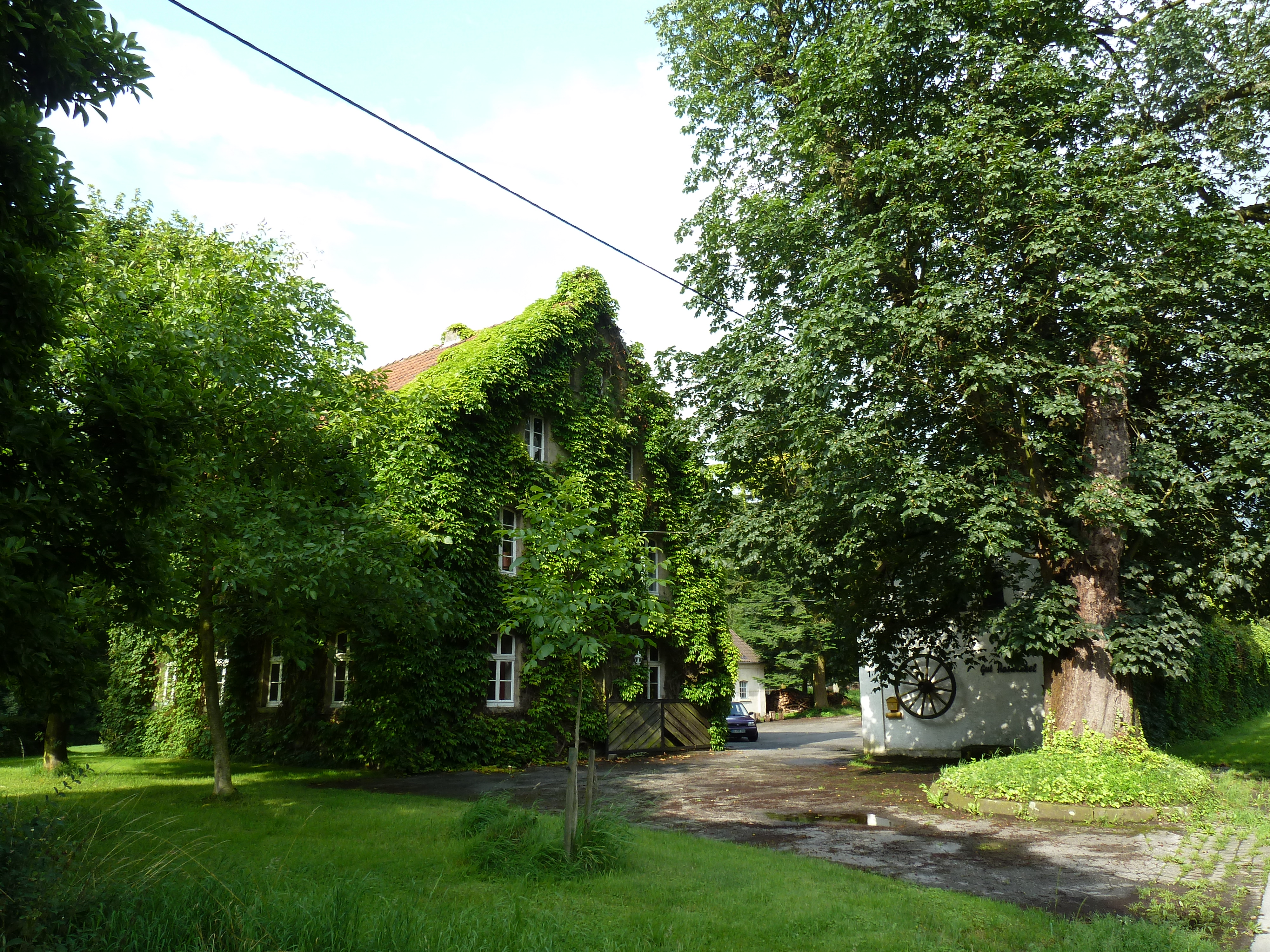
Neu-Haswinkel von der L294 aus gesehen

An das Hofgut knüpft sich eine alte bergische Sage vom Zwerg Niesel zu Haswinkel, welcher als guter Schutzgeist hier unsichtbar wohnte und den Pächtern Glück und Wohlstand gebracht haben soll.